# Poggio-d'Oletta
Pour les articles homonymes, voir Poggio.
Poggio-d'Oletta est une commune française située dans la circonscription départementale de la Haute-Corse et le territoire de la collectivité de Corse. Elle appartient à l'ancienne piève d'Oletta, dans le Nebbio.

## Géographie

### Localisation
Poggio-d'Oletta se situe au centre-est du Nebbio, dans l'ancienne piève d'Oletta, dans le Canton de Biguglia-Nebbio.
Communes limitrophes

### Géologie et relief

#### Géologie
Poggio-d'Oletta fait partie de la Corse schisteuse au nord-est de l'île appelée encore le « Deçà des monts ». En Corse, les schistes lustrés ont pour substratum la protogine, dont les éléments essentiels sont : feldspath, quartz et mica. Une bande de protogine existe à l'Est de celle qui part du plateau des Agriates, où elle se manifeste au jour par un lambeau situé sur le flanc ouest de la chaîne du Monte Pigno, en partant des ruines de Casatico pour aller un peu au-delà de Poggio-d'Oletta.

« À Poggio-d'Oletta la protogine contient du quartz en fine mosaïque alternant avec des lits de talc et d'épidote, des cristaux de microcline avec fentes à veinules de talc et d'épidote ou de menus débris de quartz. Il y a toujours du sphène. À noter que la protogine d'Oletta et des Agriates présente des traces visibles d'actions mécaniques intenses. »

— D. Hollande in Géologie de la Corse, p. 55.
D. Hollande signale que le sillon longitudinal qui va de Patrimonio au village d'Oletta, sillon limité à l'Est par les schistes lustrés, à l'Ouest par les sédiments du Néogène, qu'il y a au centre une série de dépôts exotiques en contacts anormaux avec les premiers. Et d'ajouter : « Bien que l'ensemble de ces sédiments soit assez confus, il est visible qu'ils reposent en discordance sur les schistes lustrés, lesquels s'appuient sur la protogine de la masse de Poggio-d'Oletta. ». 
Il signale aussi au nord de Poggio-d'Oletta, un lambeau de schistes charbonneux recouverts de grès quartzeux sur la rive droite du ruisseau de Mezzano, affluent du ruisseau de Poggio, et dans la région sédimentaire, une source sulfureuse purgative.

#### Relief
Le territoire communal est appuyé à la chaîne de montagne de la Serra, la dorsale du Cap Corse qui se prolonge au sud, via le défilé du Lancone et le massif de Stella, avec le massif du San Petrone. Il va au-delà de la ligne de crête orientale qui domine le village et sur laquelle se trouve son culmen, Monte a a Torre (852 m).
Il s'étale au nord-ouest dans la plaine du ruisseau de Brietta qui prend le nom de ruisseau de Poggio à partir des limites de Saint-Florent. Cette étendue fait partie de la Conca d'Oro, une riche plaine alluviale qui a donné son nom à l'ancien canton de la Conca-d'Oro, disparu en 2015.
Au nord-est de la commune, les collines calcaires aux sommets arrondis du Monte Silva Mala et du Monte Sant'Angelo sont séparées par les Stretti di Poggio (gorges du Poggio). Elles se trouvent en bout des remarquables falaises blanches érodées de la zone géologique sédimentaire du secondaire barrant le côté oriental de Saint-Florent.
Limites territoriales
Les limites du territoire sont définies :
- au nord, par une ligne orientée à l'est et démarrant d'un point à 148 m d'altitude de la Serra di Agliastrello. Cette ligne franchit les Stretti di Poggio, suit la ligne de crête calcaire du Monte Sant'Angelo (354 m) et dépasse ce sommet jusqu'à un point distant de 250 m. De là, c'est une ligne brisée qui franchit la plaine du ruisseau de Brietta, remonte jusqu'au Monte Rossi (674 m) et redescend jusqu'à la carrière de la Serra d'Algo « à cheval » sur Barbaggio et Furiani.
- à l'est, cette ligne se poursuit en direction du sud en suivant les flancs orientaux de la Serra qui sépare en cette partie Poggio-d'Oletta de Furiani et comportant le Monte a a Torra (852 m). Elle passe par Punta Ficaggiola (665 m), Orsinco (724 m) jusqu'au lit du ruisseau naissant de Santa-Lucia[4] (long de 4,3 km).
- au sud, la démarcation remonte le cours du ru de Santa Lucia jusqu'au col de Sant' Antonio (743 m) puis part en direction de Monte Canneje (665 m) dont elle longe les flancs septentrionaux jusqu'à l'ouest du Monte Cannaje, à un point situé à environ 500 m d'altitude, dominant les ruines du hameau de Romanacce (Oletta).
- à l'ouest, la ligne emprunte la crête séparant Oletta et Poggio (les deux villages sont distants de moins d'un kilomètre « à vol d'oiseau ») qui décline vers la Plaine d'Oletta. Cette ligne passe par Monte Magna (233 m), une borne (141 m) plus au nord, et franchit les falaises calcaires de Monte Silva Mala pour atteindre la Serra di Agliastrello.

### Hydrographie
La commune occupe le bassin versant du ruisseau de Poggio long de 7,2 km, qui prend sa source à 430 m au nord-ouest du Monte Secco (662 m - Barbaggio) et qui a son embouchure dans le port de plaisance de Saint-Florent. Il est alimenté par plusieurs affluents, qui prennent presque tous naissance sur le territoire communal, aux flancs occidentaux de la Serra. Ces ruisseaux sont le plus souvent des torrents impétueux à cause des précipitations qui sont grosses la plupart du temps.

### Climat et végétation

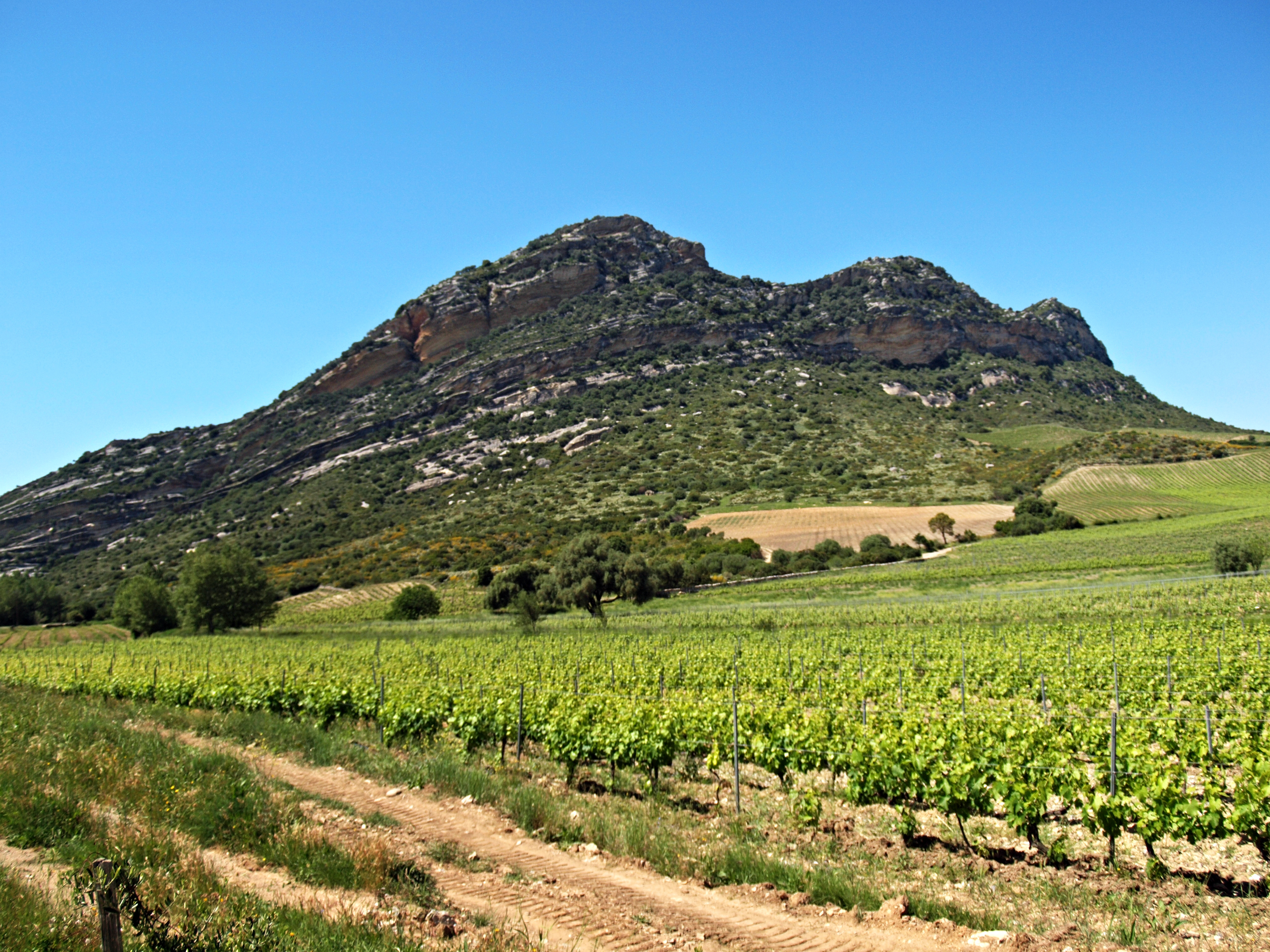
Champs de vigne au pied du Monte Sant' Angelo.

La zone dépressionnaire de la Conca d'Oro bénéficie d'un climat méditerranéen maritime privilégié, aux écarts thermiques modérés. L'hiver est plus chaud, l'été plus tempéré que dans les microrégions de l'intérieur de l'île. En hiver, l'influence de la mer est très grande ; elle égalise les températures. En montagne, celles-ci ne sont pas élevées sur la commune, la neige n'est pas souvent présente. L'été, le pouvoir rafraîchissant de la montagne est faible, la plaine d'Oletta formant une cuvette retenant l'air chaud.
Les précipitations sont fortes aux printemps et automne, les averses orageuses fréquentes, les nuages poussés par le libeccio, sec, violent, soufflant de l'ouest, souvent mêlé au ponant (punente), autre vent d'ouest. Ces vents sont causes d'incendies fréquents en fin d'été, dévastant un maquis bas, sec, roussi, et laissant des paysages dénudés en dehors des zones accessibles.
À l'inverse de sa voisine Oletta, la commune présente des flancs de montagne dénudés, avec un maquis bas mais aussi avec la roche à nu. Un flanc d'arête du Monte a la Torre porte même le nom de Costa Nuda. Les zones boisées composées essentiellement de chênes verts majoritaires, et de chênes blancs, se trouvent à hauteur des villages. À l'alentour de Poggio village, apparaissent des châtaigniers qui poussent généralement à des hauteurs plus importantes. Le village de Poggio et celui d'Oletta voisin sont bâtis à une altitude identique, c'est-à-dire relativement bas (moyenne de 250 m d'altitude).
La plaine de Poggio est en grande partie plantée de vignes. Poggio-d'Oletta se trouve dans l'appellation d'origine contrôlée Patrimonio.

### Voies de communication et transports

#### Accès routiers
Poggio-d'Oletta est une commune de l'intérieur. On n'y accède que par la voie routière.
L'axe principal est la D 38 qui traverse la commune. Cette route relie Poggio-d'Oletta à Bastia au nord, par le col de Teghime, Oletta le village voisin et Olmeta-di-Tuda au sud.
La D 238 dont la jonction avec la D 38 se situe un peu au nord du village de Poggio, conduit à Saint-Florent en passant par la chapelle ruinée de San Quilicu et la cathédrale du Nebbio à l'entrée de Saint-Florent. Une portion de la D 268 est signalée A strada vinaghjola (Route des Vins) car elle traverse de grands champs de vigne.
Une petite route sur les hauteurs relie les villages d'Oletta et de Poggio-d'Oletta.

#### Transports
Le village de Poggio-d'Oletta est distant, par route, de :
- 25 km de l'Aéroport de Bastia Poretta, l'aéroport le plus proche ;
- 20 km du port de commerce de Bastia, le port le plus proche.
- La gare la plus proche est celle de Biguglia, à 16 km. La gare de Bastia se trouve à 19 km.

## Urbanisme

### Typologie
Au 1er janvier 2024, Poggio-d'Oletta est catégorisée commune rurale à habitat dispersé, selon la nouvelle grille communale de densité à sept niveaux définie par l'Insee en 2022.
Elle est située hors unité urbaine. Par ailleurs la commune fait partie de l'aire d'attraction de Bastia, dont elle est une commune de la couronne,. Cette aire, qui regroupe 93 communes, est catégorisée dans les aires de 50 000 à moins de 200 000 habitants,.

### Occupation des sols
L'occupation des sols de la commune, telle qu'elle ressort de la base de données européenne d’occupation biophysique des sols Corine Land Cover (CLC), est marquée par l'importance des forêts et milieux semi-naturels (75,2 % en 2018), une proportion sensiblement équivalente à celle de 1990 (75,6 %). La répartition détaillée en 2018 est la suivante : 
milieux à végétation arbustive et/ou herbacée (57,4 %), cultures permanentes (14,8 %), forêts (9 %), espaces ouverts, sans ou avec peu de végétation (8,8 %), zones agricoles hétérogènes (5,3 %), prairies (3 %), zones urbanisées (1,6 %). L'évolution de l’occupation des sols de la commune et de ses infrastructures peut être observée sur les différentes représentations cartographiques du territoire : la carte de Cassini (XVIIIe siècle), la carte d'état-major (1820-1866) et les cartes ou photos aériennes de l'IGN pour la période actuelle (1950 à aujourd'hui).

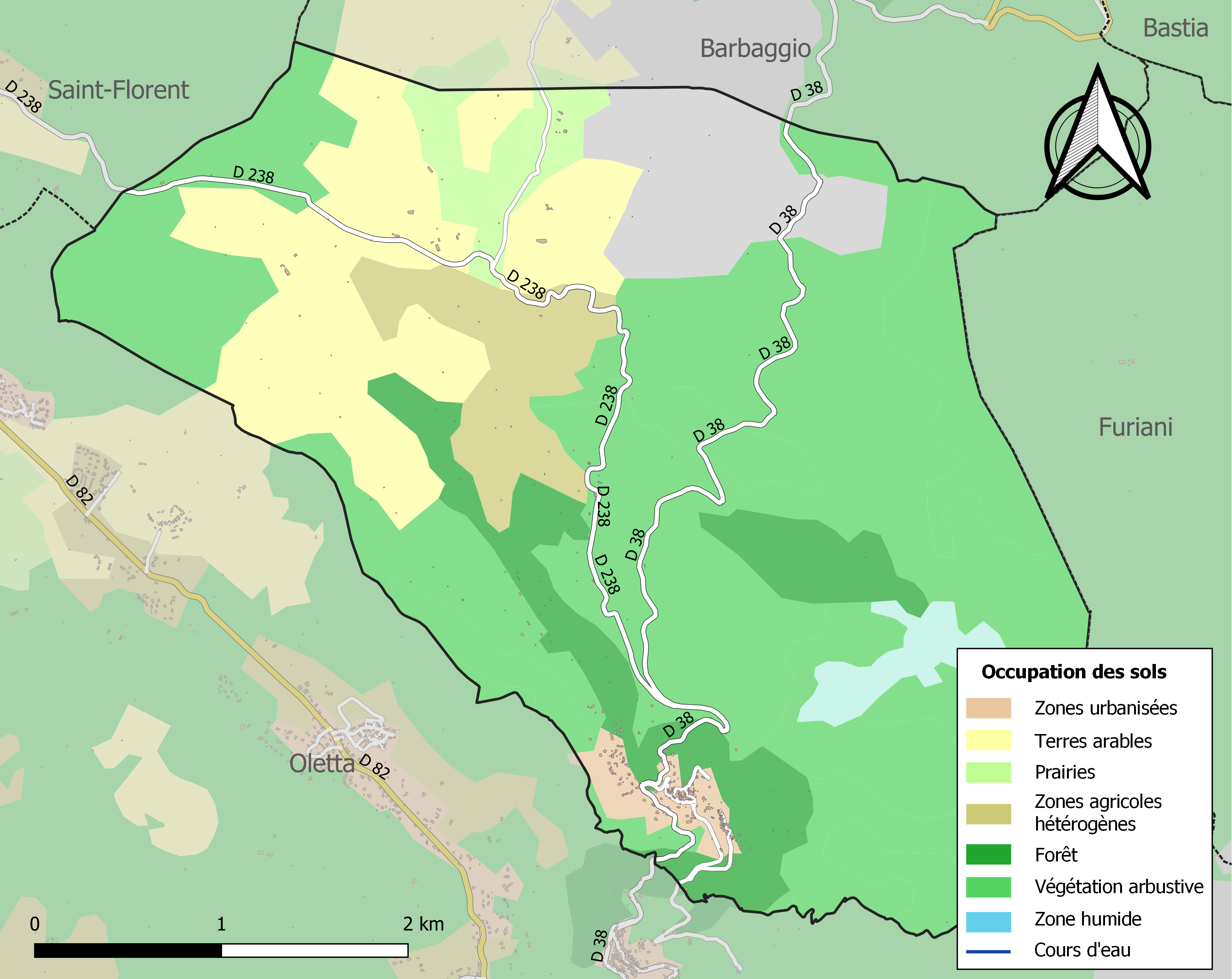
Carte des infrastructures et de l'occupation des sols de la commune en 2018 (CLC).

### Poggio

Le haut de Poggio dominé par Monte a a Torre.

Poggio ou encore Supranu, est le hameau le plus élevé de la commune (338 m). Le village est desservi par la route D 238 qui s'y termine en cul-de-sac. S'y trouve une petite chapelle.
Un peu avant d'arriver à Poggio, dans un « virage en épingle à cheveux », existe une petite route permettant de rejoindre Oletta et par-là même, son hameau ruiné de Romanacce sur les hauteurs.

### Campu Gallu
Campu Gallu est représenté par quelques habitations dans la plaine de Poggio, dont plusieurs caves vinicoles. Ce hameau est traversé par la route D 238, A strada vinaghjola (Route des Vins). À moins d'un kilomètre au sud, en bordure de route, se trouvent les ruines de l'ancienne chapelle San Quilico, du XIe siècle, classée Monument historique.

### Monticello

Monticello.

Monticello est un hameau fait d'un bâti ancien, groupé, construit sur un éperon rocheux, faisant face au village. L'autre partie a été construite plus récemment au nord de l'éperon, à une cinquantaine de mètres plus bas. S'y trouve la maison ruinée de Maria Gentile, l'Antigone corse.

### Olivacce
Olivacce est le hameau principal de la commune. S'y trouve la mairie (Casa Comuna), mais aussi l'ensemble religieux église San Cervone - chapelle de confrérie Santa Croce, légèrement éloigné des habitations.

## Toponymie
Poggio (poghju, poghiu) signifie monticule, mamelon, coteau saillant au flanc d’un versant. C'est un nom de lieu géographique que l'on trouve fréquemment sur l'île. Il provient du grec pòdion désignant une petite hauteur.

## Histoire

### Préhistoire
Un sondage dans l'abri de Scafa Piana au pied du Monte Sant'Angelo a permis de mettre au jour des cupules, des tessons et des éclats de silex. Ces découvertes attestent de l'occupation du site au néolithique moyen et au Ier siècle de notre ère. Ils font supposer que les occupants du lieu en 3400 av. J.-C. pratiquaient l'élevage des porcs et des moutons. Des traces de remarquables vanneries laissent à penser qu'elles pouvaient être un silo à grains. La présence de très nombreux noyaux d'olives prouve que la population locale n'a pas eu besoin d'attendre l'arrivée des colons grecs pour se nourrir de ce fruit.

### Moyen Âge

Fenêtre-meurtrière de San Quilico.

Dès 704, les Maures ravagent les côtes de la Corse.
- 824 - La ville de Nebbio est détruite par les Sarrasins qui pillent les côtes corses.
- 860 - Boniface II marquis de Toscane et tutor Corsicæ qui avait abandonné l'île aux Sarrasins, envoie des princes romains avec le légendaire Ugo Colonna à la reconquête de la Corse sur les Maures et leur roi Ferrandino. Le nord-est de la Corse est reconquis par un descendant de Boniface marquis toscan fondateur de Bonifacio : Oberto ancêtre des Malaspina et des Obertenghi.

Du IXe siècle au XVe siècle, la Corse se couvre d'environ 250 (180 en Haute-Corse) églises romanes sublimes. C'est au XIe siècle qu'est construite l'ancienne chapelle San-Quilico qui pourrait être la première église piévane.
- 1130 - Les sires de Bagnaia, riches commerçants, sont promus seigneurs. Ils construisent un castello à Belgodère d'Orto (dit plus tard Belgodère de Bagnaia). Grâce à Pise, ils obtiendront l'administration d'Orto, Marana et Costiera en s'appuyant sur les châteaux de Furiani, Biguglia, Ischia, Montechiaro, Stella et seront en conflit avec les seigneurs voisins, au XIIIe siècle pour Pietrabugno, Montebello-Cotone, Croce d'Oletta[14].
- 1133 - Le pape Innocent II accorde le diocèse du Nebbio à Gênes.

### Temps modernes
- Vers 1520 - la piève d'Oletta comptait environ 1 000 habitants. Elle avait pour lieux habités : Oletta, le Bonemanaccie, La Lecia, lo Saliceto le Memolacie, le Bochezampe, le Montagione, le Paganacie, lo Monticello, le Livacie, lo Pogio, la Costa, Grigogna, Cazalico, Breghetta. Elle relevait du diocèse de Nebbio.
- Au début du XVIIIe siècle, la province du Nebbio était administrée par les Génois, le préside étant à Saint-Florent. Le Nebbio comprenait les pievi de Patrimonio, Olmetta, Oletta, Farinole, Santo Pietro et Santo Quilico.

De l'abbé Accinelli : « La pieve di Olmetta fà 706 abitanti divisi in 3 villaggi Olmetta di Nebbio, Vallecale, e Rutali, che resta di là dal ponte sopra detto Fiume. Due ville Oletta propria, et il Poggio con 887 abitanti formano la Pieue di Oletta, e sopra il Golfo di S.Fiorenzo Scorgesi la Pieue di S.Quilico con 950 abitanti le di cui ville sono Morato soprano, Morato sottano, Rapale, Sorio, Croce, e Pieve. A Tramontana di questa evvi la Pieve di S.Pietro abitata da 970 persone compartite in 2 ville, S.Gavino, e S.Pietro con un Convento di Frati Capuccini ».
- 1768 - Passant sous administration française, les pievi d'Oletta (Poggio di Oletta 290. Olletta 587) et d'Olmetta prennent le nom de pieve de Tuda.
- 1789 - La Corse fait partie du royaume de France.
- 1790 - Avec la Révolution française est créé le département de Corse, puis en 1793, celui de El Golo (l'actuelle Haute-Corse). Les districts sont partagés en cantons (ex-pievi), les cantons en communes. Oletta est l'un des neuf nouveaux districts (ex-juridictions). La pieve de Tuda devient le canton de Tuda.
- 1793 - La commune portait le nom de Poggio (An II).
- 1794 - Le 19 juin, une Consulte générale du peuple corse à Corte vote une constitution qui fait de la Corse une nation indépendante sous la protection de l’Angleterre. Naissance du royaume de Corse (1794-1796).
- 1796 - L’ordre est donné à Sir Elliot d’évacuer la Corse. Les troupes françaises reprennent l'île.
- 1801 - La commune porte encore le nom de Poggio. Ce n'est qu'après que lui sera donné le nom de Poggio-d'Oletta.
- 1828 - Le canton de Tuda prend le nom de canton d'Oletta[16].

### Époque contemporaine
- 1954 - Le canton d'Oletta est formé des communes de Oletta, Olmeta-di-Tuda, Poggio-d’Oletta qui comptait 219 habitants, et Vallecalle.
- 1973 - Le canton de la Conca-d'Oro est créé avec la fusion imposée des anciens cantons de Oletta et Saint -Florent. Oletta en est le chef-lieu.

## Politique et administration

### Liste des maires

A Casa Comuna.

| Période                                  | Période   | Identité         | Étiquette | Qualité          |
| ---------------------------------------- | --------- | ---------------- | --------- | ---------------- |
| mars 2001                                | mars 2014 | Louis Méria      |           |                  |
| mars 2014                                | En cours  | Antoine Vincenti | DVG       | Expert comptable |
| Les données manquantes sont à compléter. |           |                  |           |                  |

## Population et société

### Démographie
L'évolution du nombre d'habitants est connue à travers les recensements de la population effectués dans la commune depuis 1800. Pour les communes de moins de 10 000 habitants, une enquête de recensement portant sur toute la population est réalisée tous les cinq ans, les populations de référence des années intermédiaires étant quant à elles estimées par interpolation ou extrapolation. Pour la commune, le premier recensement exhaustif entrant dans le cadre du nouveau dispositif a été réalisé en 2005.

En 2022, la commune comptait 216 habitants, en évolution de +0,47 % par rapport à 2016 (Haute-Corse : +5,15 %, France hors Mayotte : +2,11 %).
| 1800 | 1806 | 1821 | 1831 | 1836 | 1841 | 1846 | 1851 | 1856 |
| ---- | ---- | ---- | ---- | ---- | ---- | ---- | ---- | ---- |
| 381  | 394  | 370  | 460  | 440  | 478  | 450  | 438  | 544  |

| 1861 | 1866 | 1872 | 1876 | 1881 | 1886 | 1891 | 1896 | 1901 |
| ---- | ---- | ---- | ---- | ---- | ---- | ---- | ---- | ---- |
| 423  | 429  | 360  | 540  | 354  | 364  | 388  | 444  | 410  |

| 1906 | 1911 | 1921 | 1926 | 1931 | 1936 | 1946 | 1954 | 1962 |
| ---- | ---- | ---- | ---- | ---- | ---- | ---- | ---- | ---- |
| 347  | 334  | 362  | 273  | 338  | 315  | 223  | 219  | 159  |

| 1968 | 1975 | 1982 | 1990 | 1999 | 2005 | 2006 | 2010 | 2015 |
| ---- | ---- | ---- | ---- | ---- | ---- | ---- | ---- | ---- |
| 155  | 142  | 125  | 109  | 140  | 190  | 204  | 200  | 214  |

| 2020 | 2022 | - | - | - | - | - | - | - |
| ---- | ---- | - | - | - | - | - | - | - |
| 214  | 216  | - | - | - | - | - | - | - |

### Manifestations culturelles et festivités
- 10 octobre, San Cervone fête patronale.

## Économie

La Route des Vins.

Poggio-d'Oletta possède une partie de la riche et fertile plaine de la Conca d'Oro qui a donné son nom au canton de la Conca-d'Oro. La viticulture est la principale activité agricole de la commune. Six remarquables crus du Patrimonio y sont produits : les clos Clementi et Giudicelli, et les domaines Boccheciampe, Leccia, Cordoliani et L'Otorno.
Il y a autant d'autres viticulteurs qui cultivent une partie de leur vignes sur le territoire de Poggio-d'Oletta, mais qui sont établis sur les communes voisines : Domaines Orenga de Gaffory, Pierre Novella, Montemagni, Lazzarini, San Quilico.
La route D 268 qui traverse les grands champs de vigne des crus précités, est signalée A strada vinaghjola (Route des Vins).

## Lieux et monuments

### Patrimoine naturel
Poggio-d'Oletta est concernée par deux zones naturelles d'intérêt écologique, faunistique et floristique (ZNIEFF) de 2e génération :

#### ZNIEFF Crête calcaire de Barbaggio/Teghime
La zone d'une superficie de 218 hectares, couvre en partie les communes de Barbaggio et de Poggio-d'Oletta. De part et d'autre du col de Teghime, s'étend un massif calcaire isolé à la racine du Cap Corse. Le versant occidental de cette crête calcaire présente une très forte pente parsemée d’une succession de petites barres rocheuses discontinues. La zone présente un intérêt écologique majeur, notamment par la présence de plusieurs plantes protégées au niveau national et international et parfois endémique de Corse.
Cette ZNIEFF est en contact au niveau du Col de Teghime avec la ZNIEFF de Type 1 : « crêtes asylvatiques du Cap Corse ». Elle inclut dans son périmètre le site Natura 2000 FR : 9402006.

#### ZNIEFF Défilé des Strette et Collines calcaires de Saint-Florent
La zone concerne quatre communes : Barbaggio, Patrimonio, Poggio-d'Oletta et Saint-Florent. Le site couvre les collines et falaises calcaires du Monte Sant’Angelo, une partie de celles de la Teia et du Monte Silva Mala, ainsi que les Strette du ruisseau de la Strutta jusqu’à son embouchure et du ruisseau de Poggio. Le relief de la zone est composé de calcaires miocènes. En raison de la rareté des formations calcaires en Corse, la plupart de ses 7 habitats déterminants et qui sont peu représentés sur l'île, ont une forte valeur patrimoniale.

#### Site archéozoologique et archéobotanique de Scaffa Piana
De nombreuses espèces animales, domestiques et sauvages, ont été répertoriés sur le site, datées du Néolithique.

### Architecture sacrée

#### Ancienne chapelle San-Quilico
Cette chapelle a été datée du XIe siècle. Elle s'appelait autrefois San Quilico de Casatico et de Brietta, du nom de deux hameaux aujourd'hui disparus. En 1492 sous l’appellation de Casatico, elle figurait sur la liste des bénéfices du diocèse du Nebbiu.
L'édifice a été remanié aux XVIe et XVIIe siècles, avec l'ajout d'un clocheton à arcades surmontant la façade occidentale. La nef qui se termine par une abside en cul-de-four, est orientée sur un axe est/ouest, l'abside à l'est, la façade principale avec son portail à l'ouest comme dans la grande majorité des églises romanes corses.
L'ancienne chapelle est ruinée, dépourvue de toit et de portes. L'abside est intacte extérieurement, sa toiture couverte de teghje (lauzes) et possédant une fine fenêtre-meurtrière.
La façade occidentale présente une ouverture de porte principale haute par rapport à l'édifice qui possède une autre porte sur sa façade méridionale. Elle est animée dans sa partie supérieure d'une petite ouverture en forme de croix grecque. Le tympan creux coiffé d'un arc plein cintre, a été rempli de moellons scellés.
Les façades latérales comportent chacune deux fenêtres-meurtrières.
Elle est la propriété d'une personne privée à laquelle on prête l'acquisition de l'édifice avec son terrain pour la construction d'une maison en remployant les pierres de la chapelle. La chapelle est classée Monument historique.

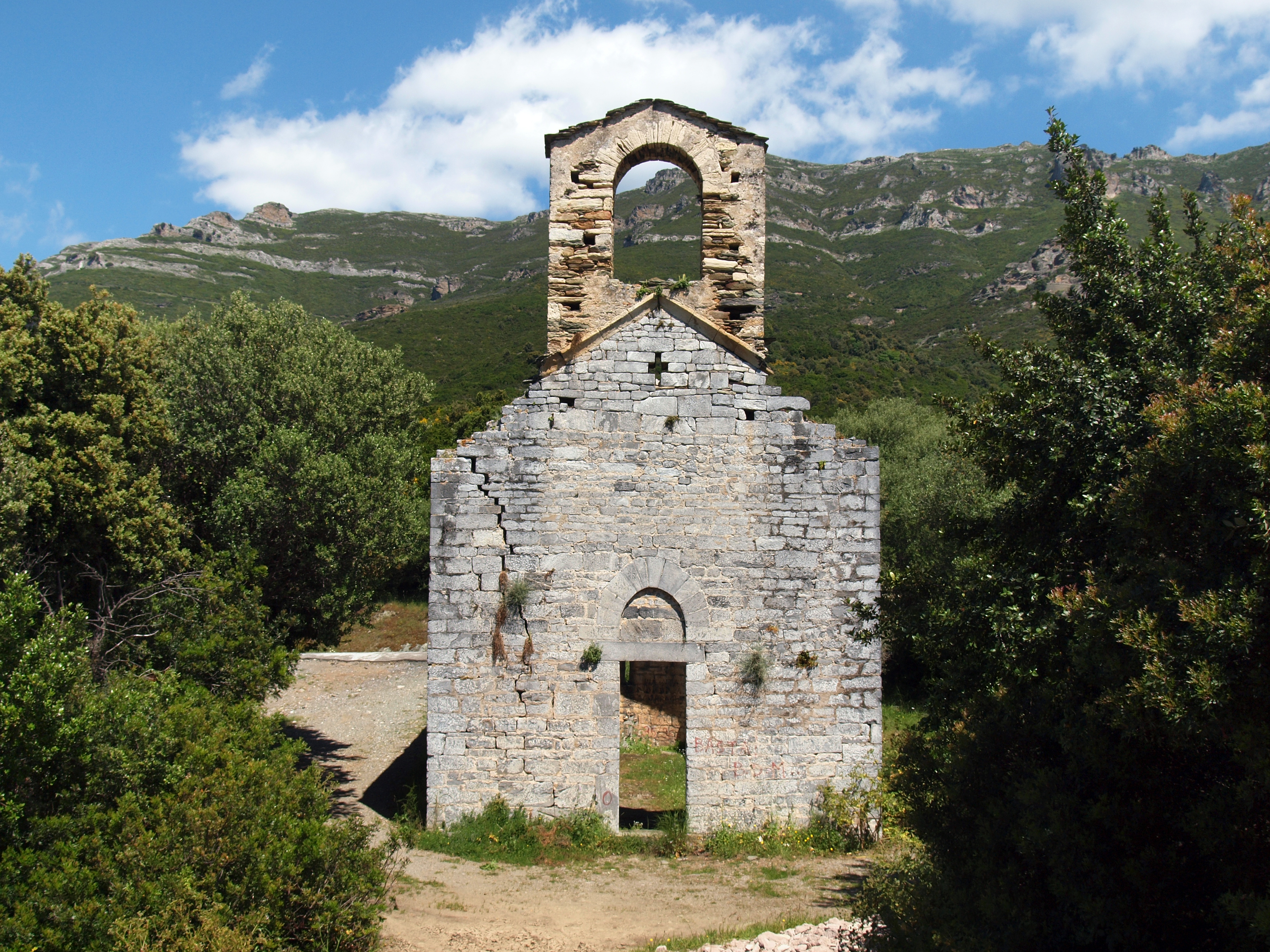
Façade occidentale.
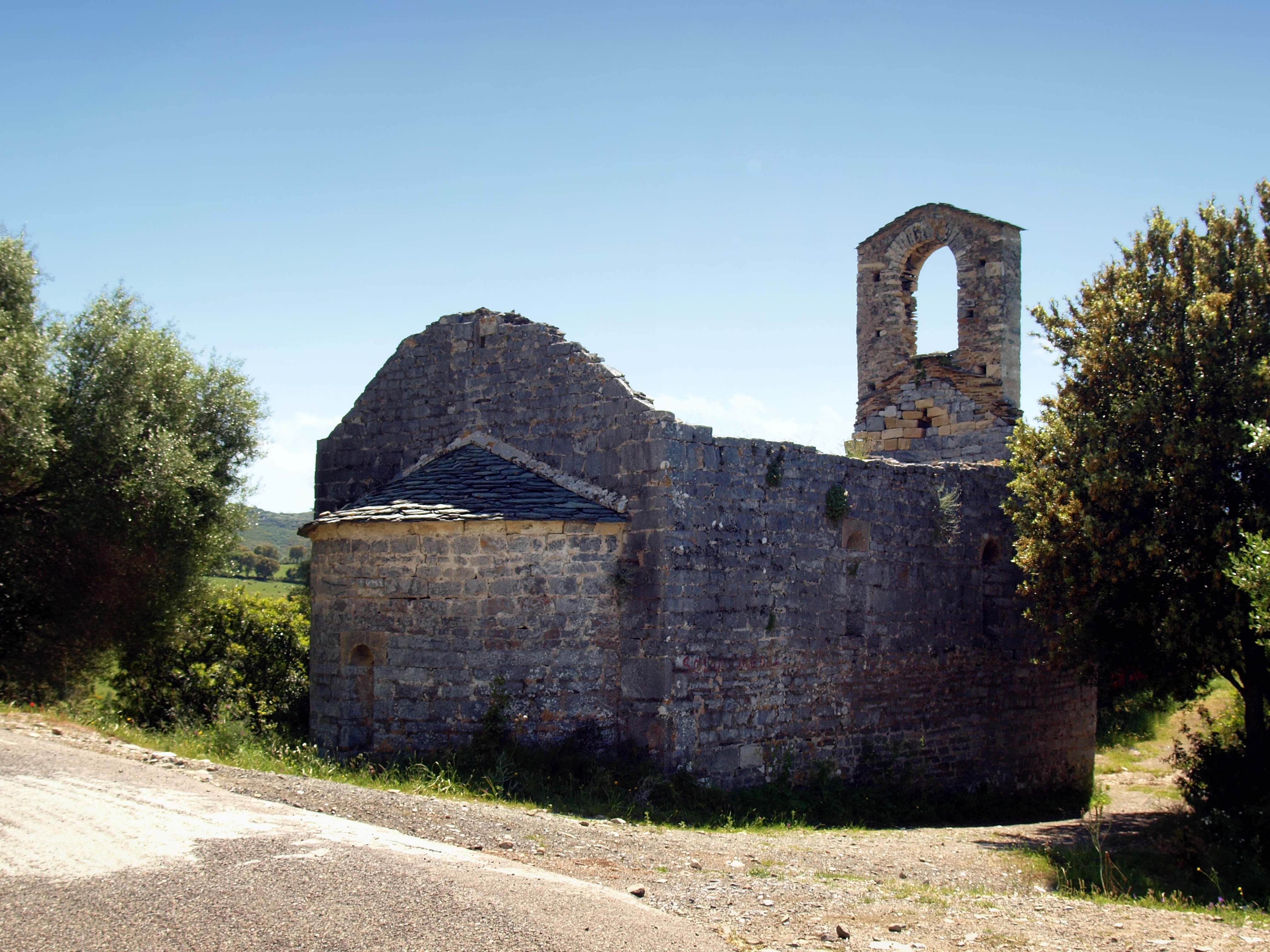
Chevet.
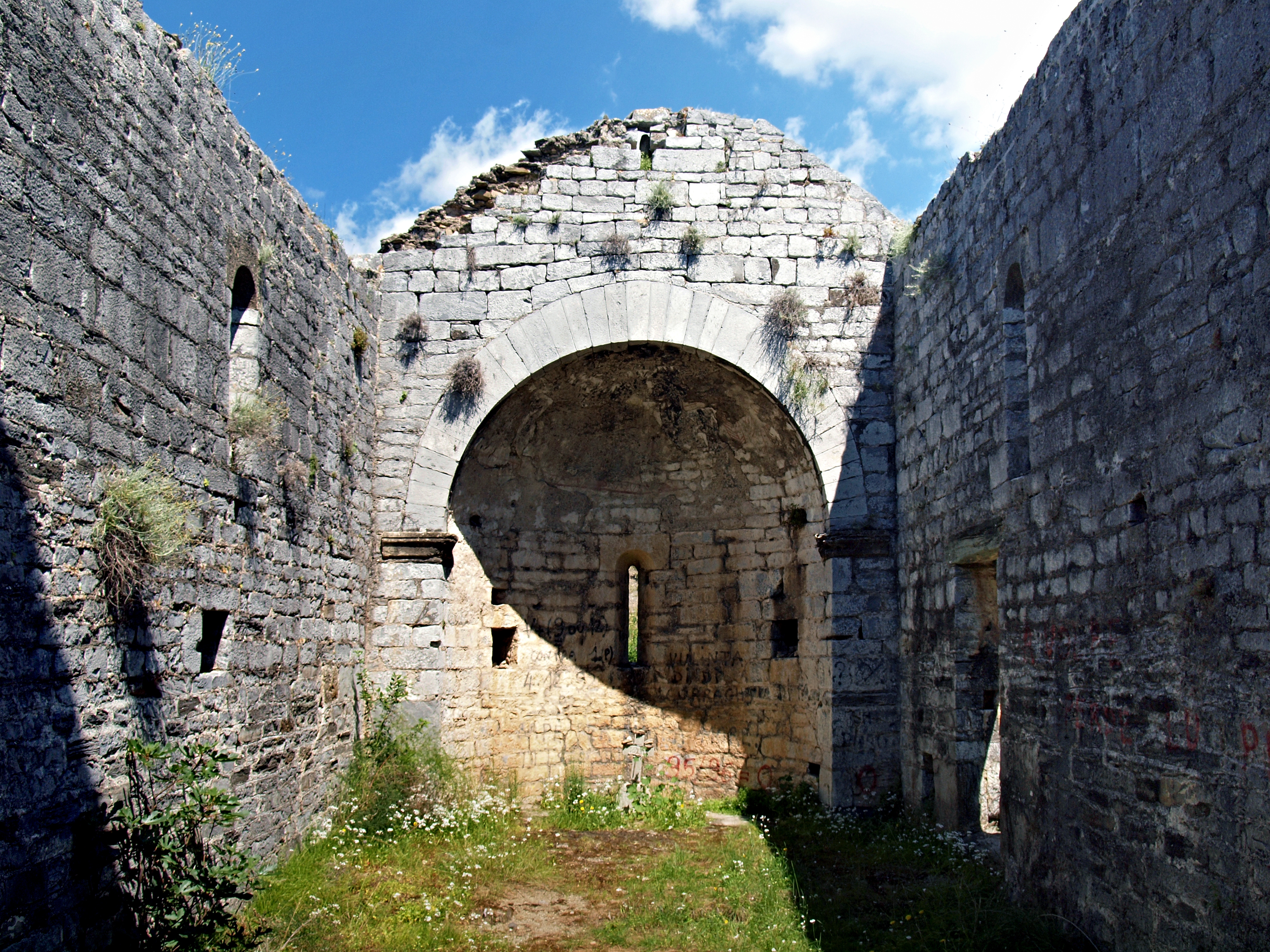
Nef.
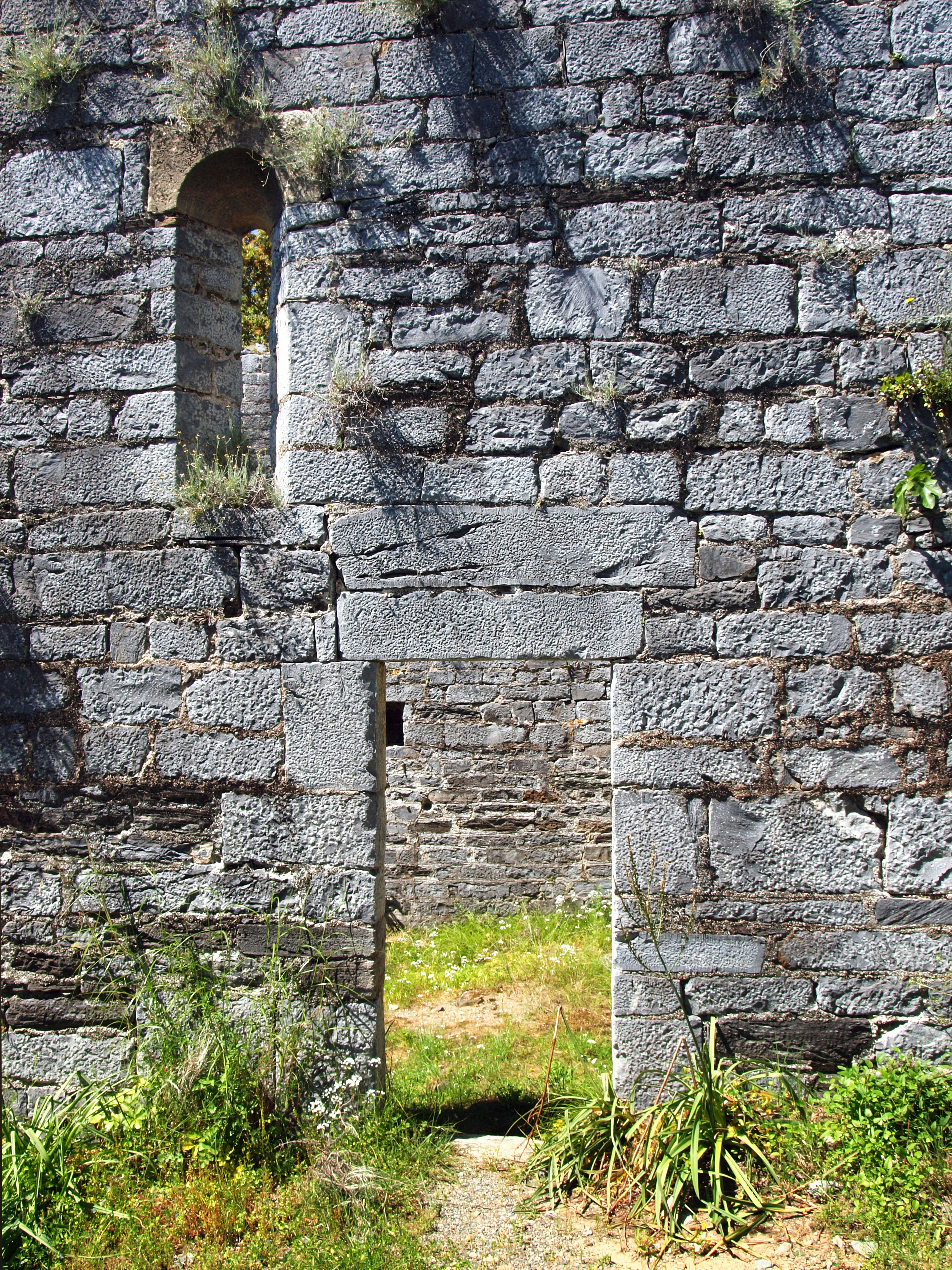
Ouvertures de la façade sud.

#### Église San Cervone

San Cervone façade nord.

L'église paroissiale Saint Cervone (San Cerbone), de style baroque, est située à Olivacce, le hameau central de Poggio-d'Oletta. Elle est dédiée à saint Cerbonius évêque de Populonium vers 575, patron de Poggio-d'Oletta. Sa construction remonterait au XIIe siècle. Chœur et nef sont datés de 1145. Remaniée plusieurs fois, la chapelle du Rosaire à gauche du chœur date de 1702, celle en face à droite du chœur de 1730, le clocher a été ajouté en 1822 et la sacristie à droite du chœur en 1838. L'édifice a été restauré en 2003.
Saint Grégoire a consacré un chapitre de ses Dialogues à saint Cerbonius (Cerbon de Populonia), évêque de Populonium. 

« Le pape rapporte ce que des témoins oculaires lui ont confirmé : Cervone avait logé chez lui des soldats et les avait cachés à l'arrivée des Goths. On le dénonça au roi Totila qui le fit amener à son camp, établi à Méruli (Campo di Merlo) à 8 milles de la ville, pour le donner en régal aux ours. Le roi vient à ce spectacle avec une grande foule. On choisit l'ours le plus féroce. Il sort de son caveau, furieux, excité, mais soudain baisse l'échine et vient timidement lécher les pieds du saint Évêque. La vue de cette bête devenue si compatissante apprivoisa la férocité de Totila »

— Extrait des notes hagiographiques du chanoine Flori

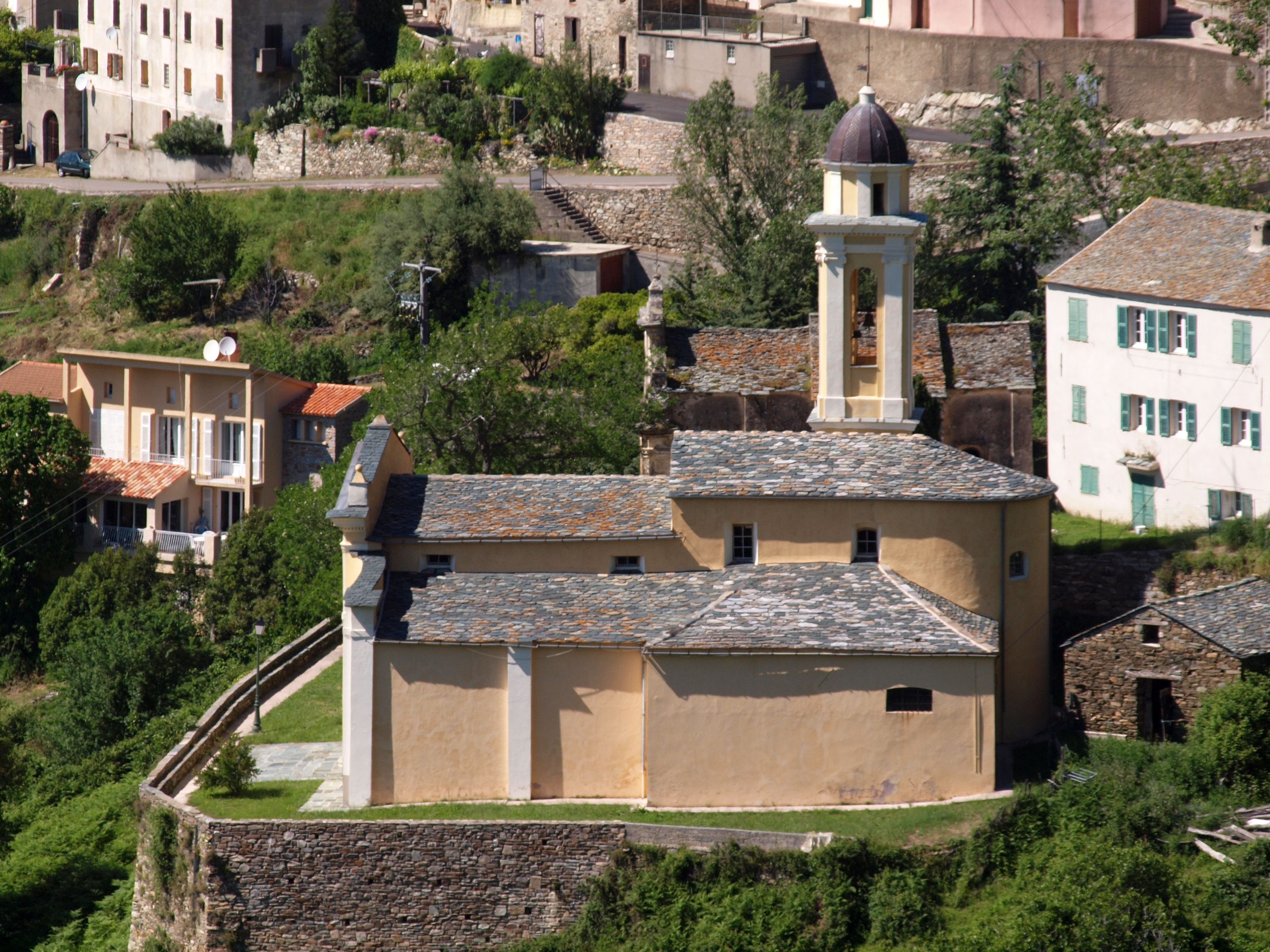
Façade sud.
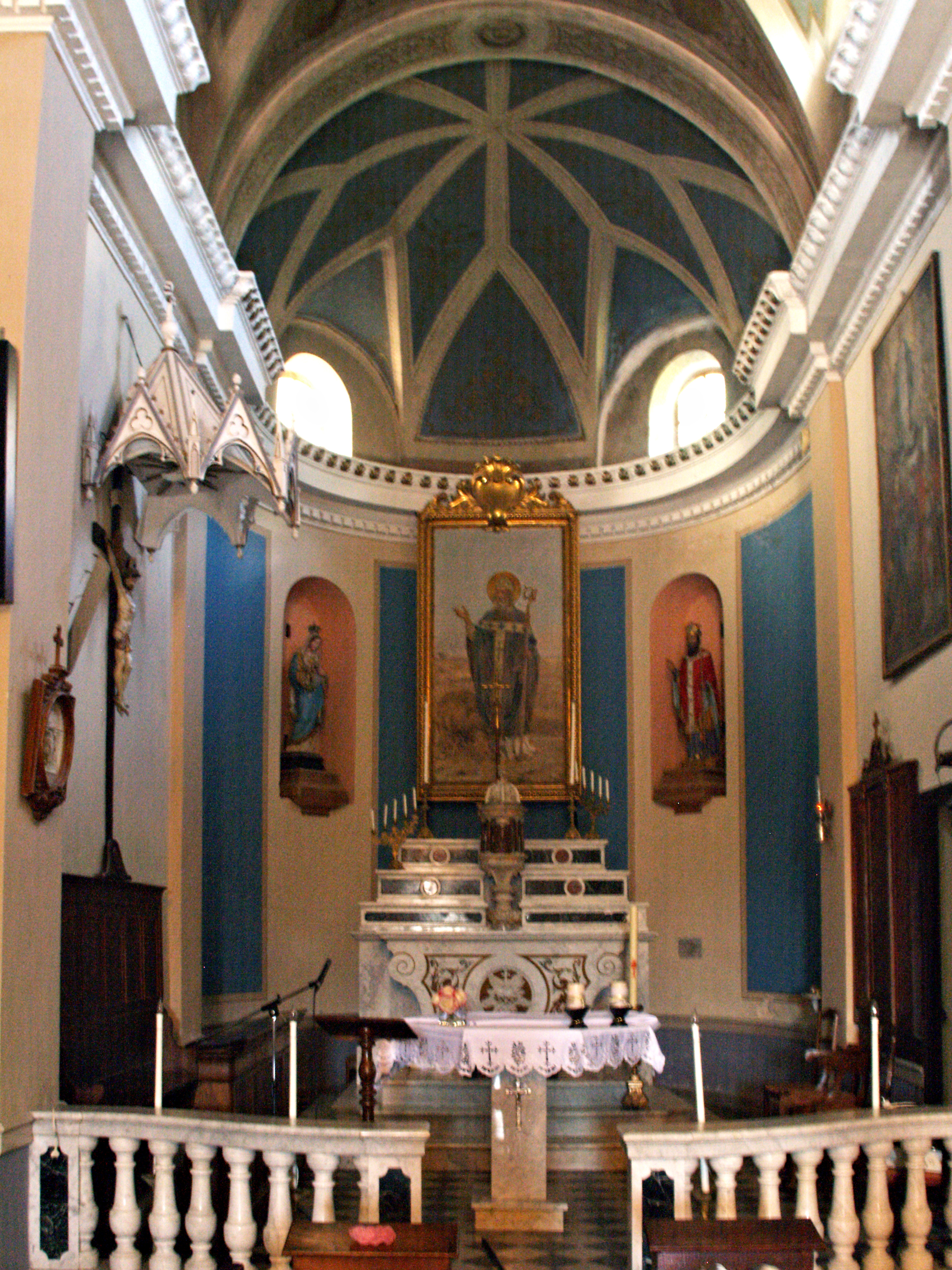
Chœur.
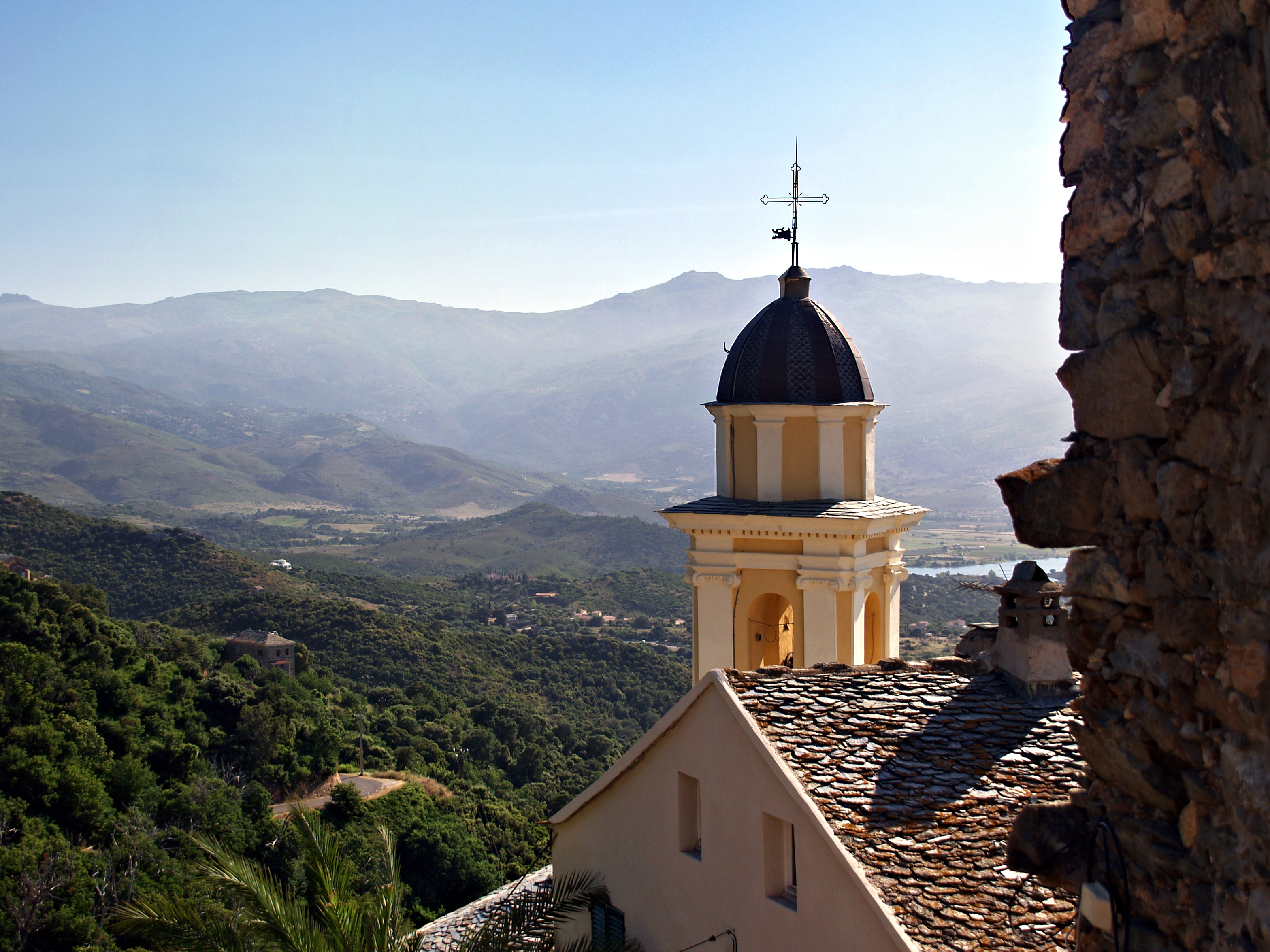
Clocher avec vue sur la plaine d'Oletta.
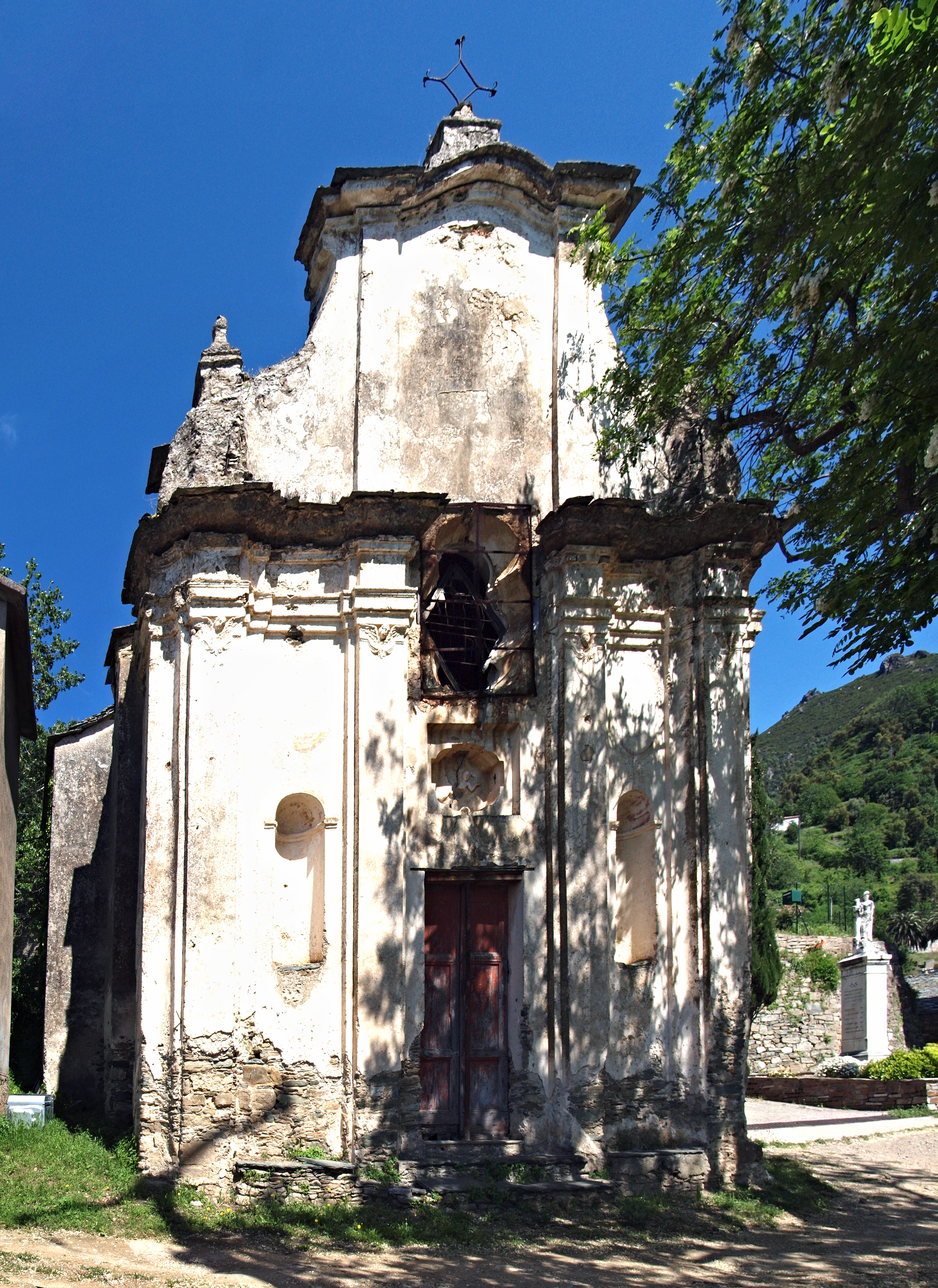
Chapelle de confrérie Santa Croce.

#### Autres
- Chapelle de confrérie Sainte Croix (Santa Croce) ruinée, voisine de l'église San Cervone.

### Architecture civile

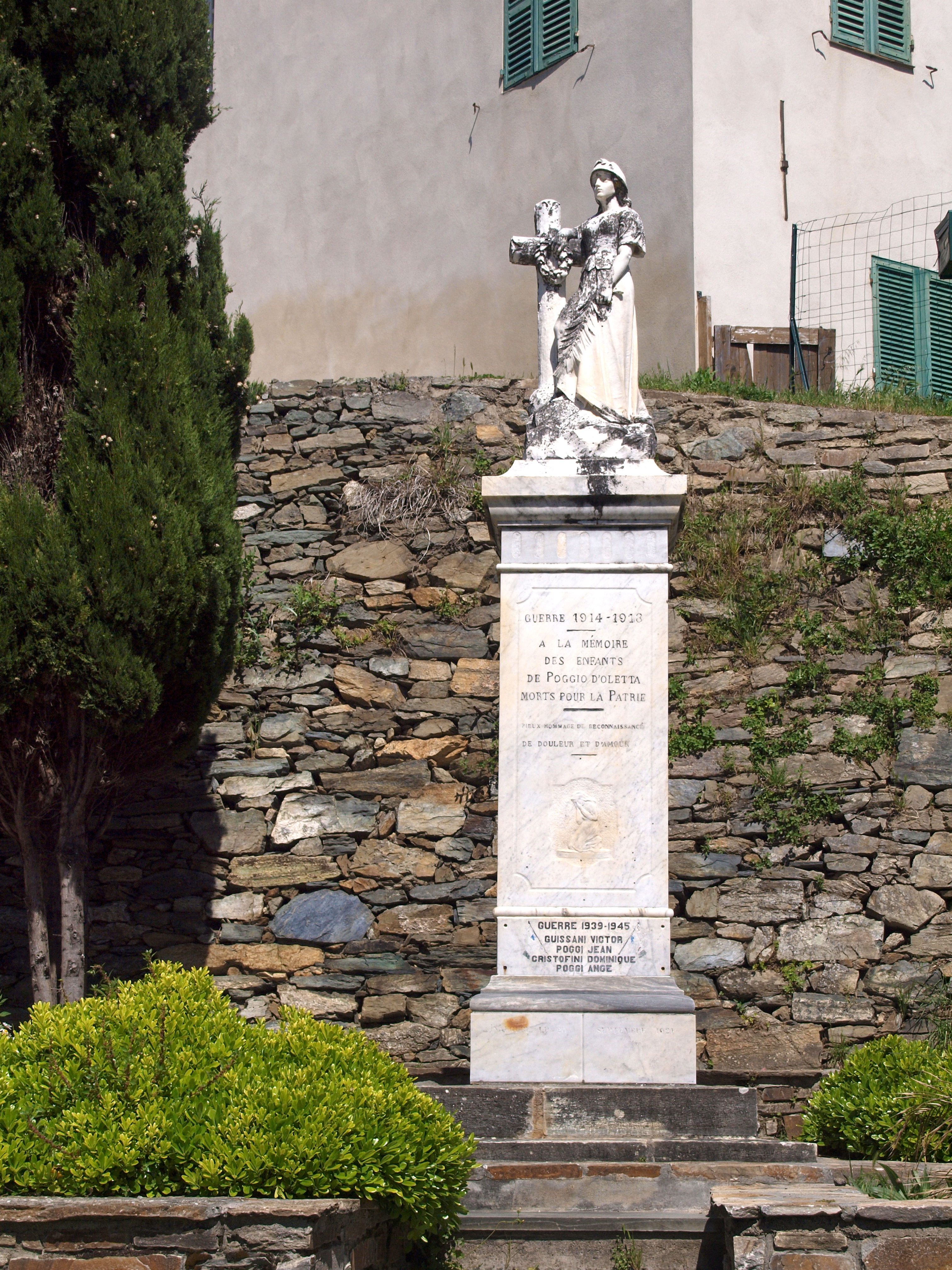
Monument aux morts.

- Monument aux morts.

### Personnalités liées à la commune

#### Maria Gentile
Maria Gentile est un héros populaire, originaire de Munticellu, surnommée l'Antigone corse. Elle devient célèbre en 1769, date à laquelle la Corse passa sous administration militaire française. Le 25 septembre 1769 plusieurs patriotes dont son fiancé sont exécutés. Les corps sont exposés sur la place du couvent Saint-François d'Oletta, gardés par les soldats du roi, avec interdiction absolue à quiconque de s'en approcher. À peine âgée d'une vingtaine d'années, à la nuit tombée, elle brave la loi pour donner une sépulture digne à son fiancé. Noël de Jourda, comte De Vaux, général en chef des armées du Roy, accordera sa grâce à Maria Gentile

#### Autres
- Françoise Prévost (1929 Paris - 1997 Paris), actrice, écrivain. Décédée à l'âge de 67 ans, elle a été inhumée à Poggio-d'Oletta à côté de son mari, François Poli, journaliste et écrivain, ancien maire de la commune.
- Jean-Claude Fiori, originaire du village, chanteur (deux albums : D'una Volta et Venti Messageri).